# Biserica Sfântul Grigore din Bălți
Biserica „Sfântul Grigore Luminătorul” (Biserica Armenească; în armeană Սուրբ Գրիգոր Լուսավորիչ եկեղցի) este o biserică apostolică armeană din orașul Bălți, construită între anii 1910-1914 de către arhitectul Aleksandr Krasnoselski. 

## Descriere
Proiectul original reprezintă o stilizare a arhitecturii de masă din Armenia medievală. Biserica este construită din materiale tradiționale - var și piatră brută. Înălțimea construcție este de 16,8 m . Are la bază o planificare în formă de pătrat cu două abside pentagonale la sud și la nord, iar la răsărit - una semicirculară. Spre est ansamblul se întregește cu o clopotniță în trei caturi. Nava principală are patru coloane masive pe care se sprijină turla octogonală a cupolei. Acoperișul cu mai multe niveluri este acoperit cu olane roșii. La exterior pereții sunt decorați variat, fiind utilizată piatra finisată în combinație cu cea neprelucrată. Deoarece proiectul prezintă o stilizare a arhitecturii de masă din Armenia, biserica a fost numită după stil armeano-gregoriană. 
Actualmente (2011) această biserică nu funcționează.

## Galerie

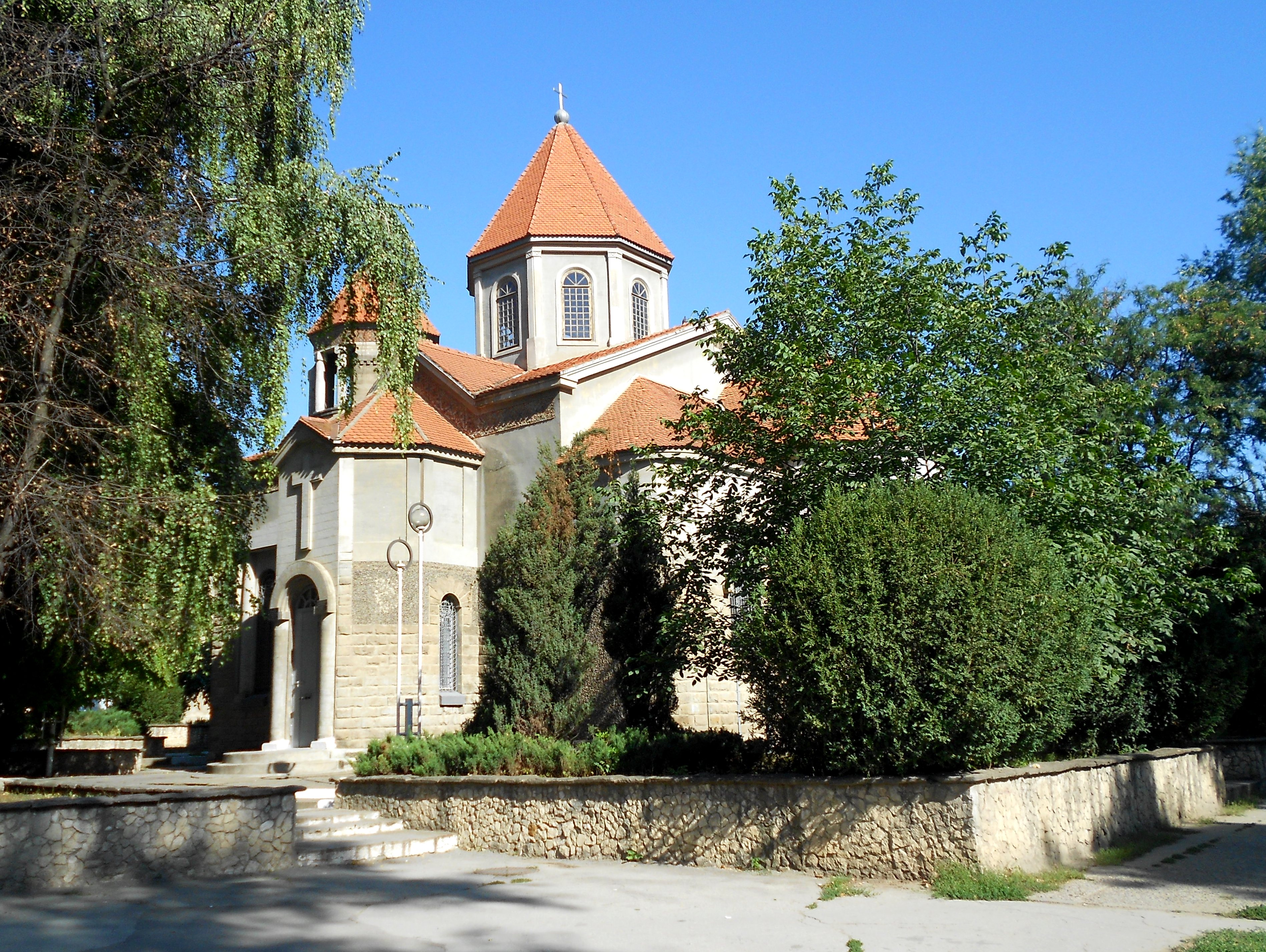
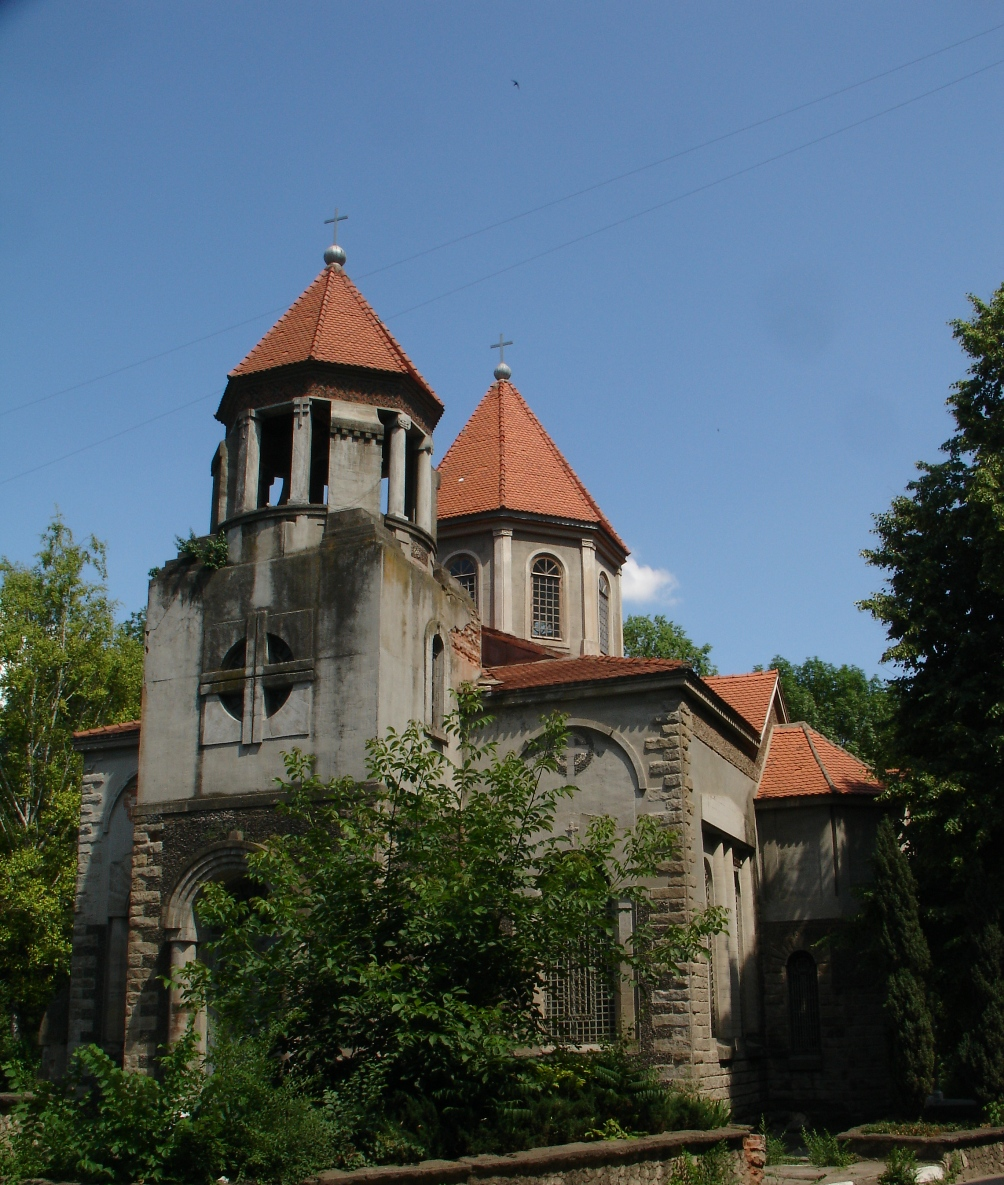
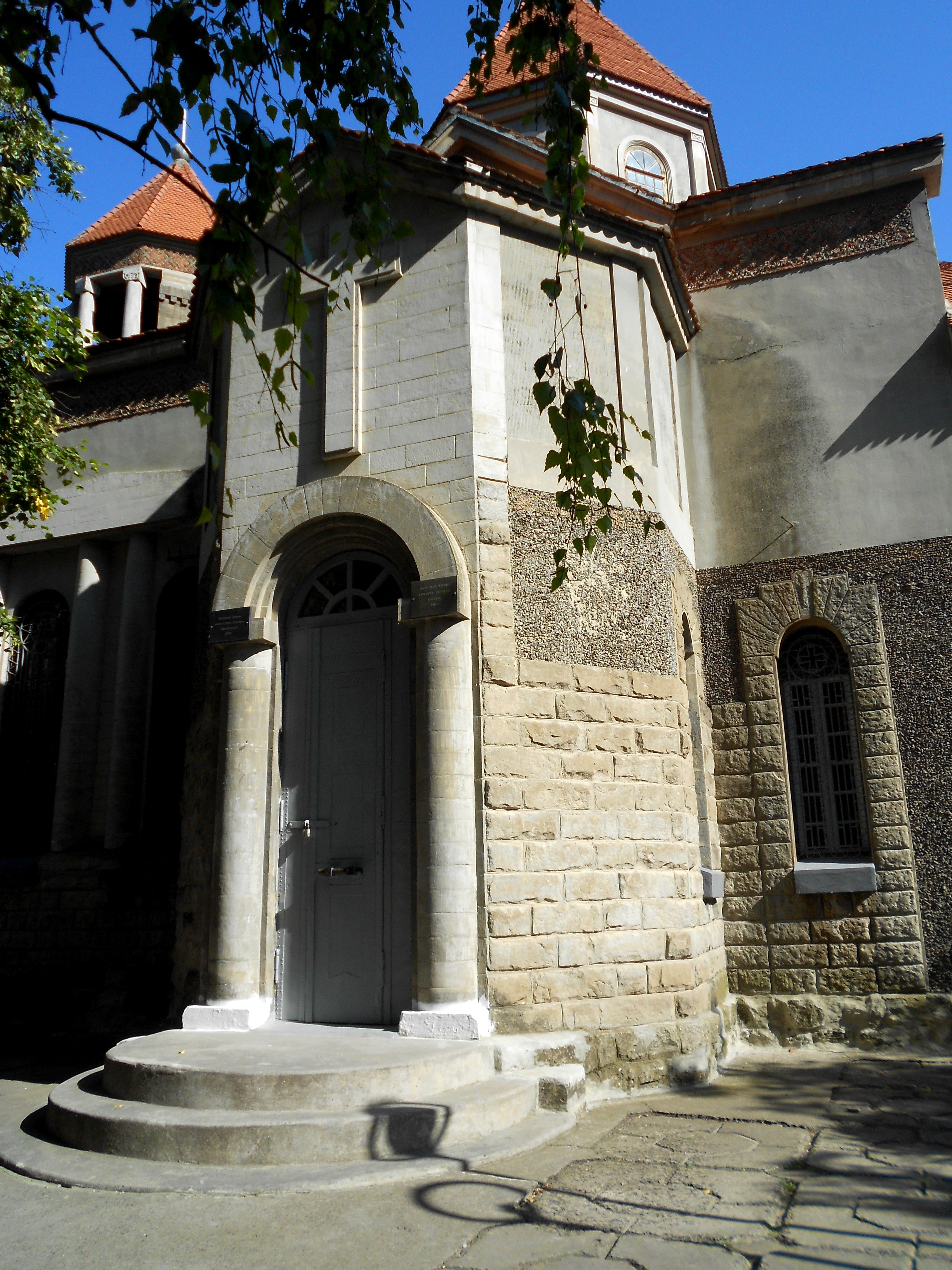
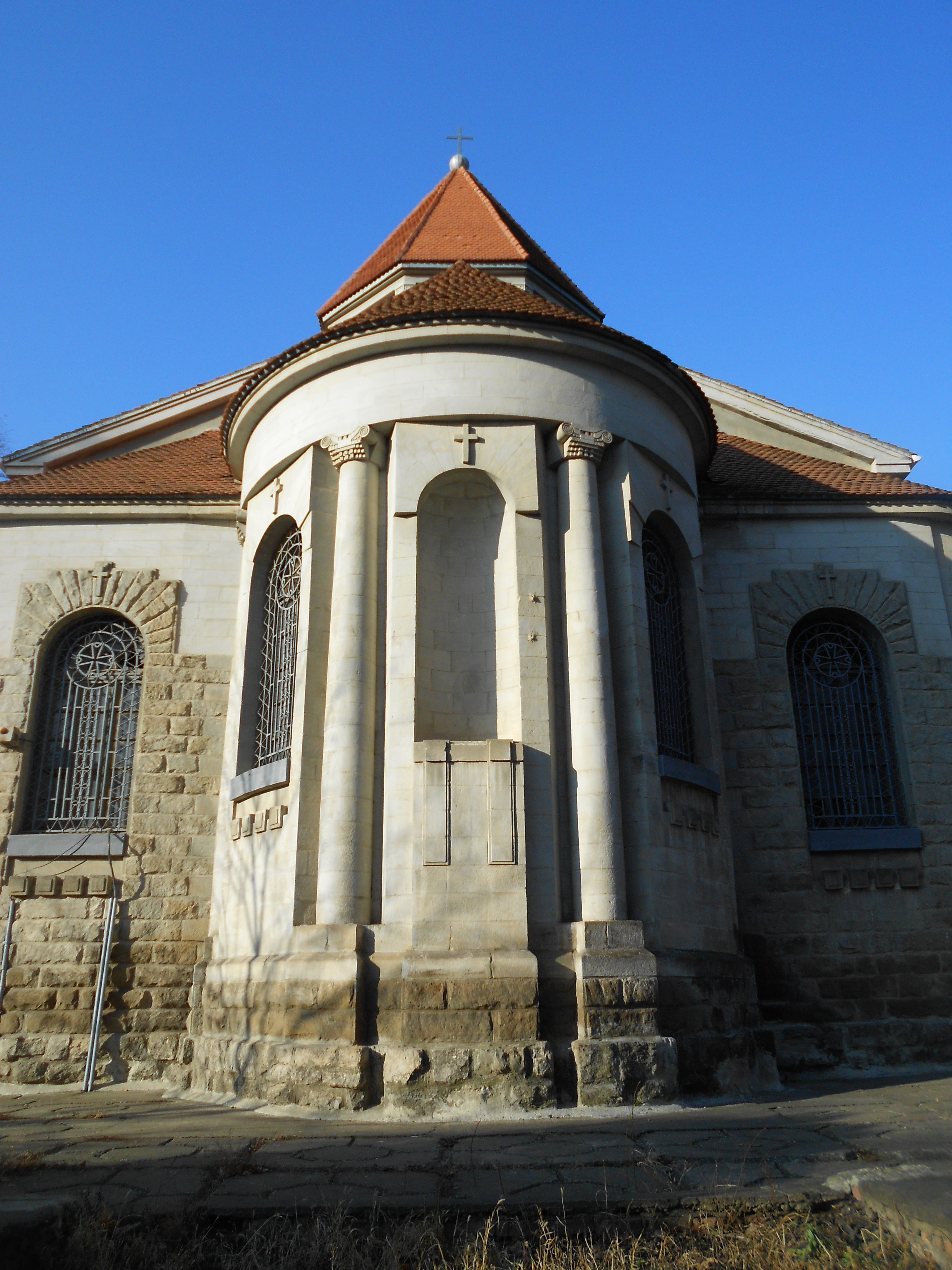
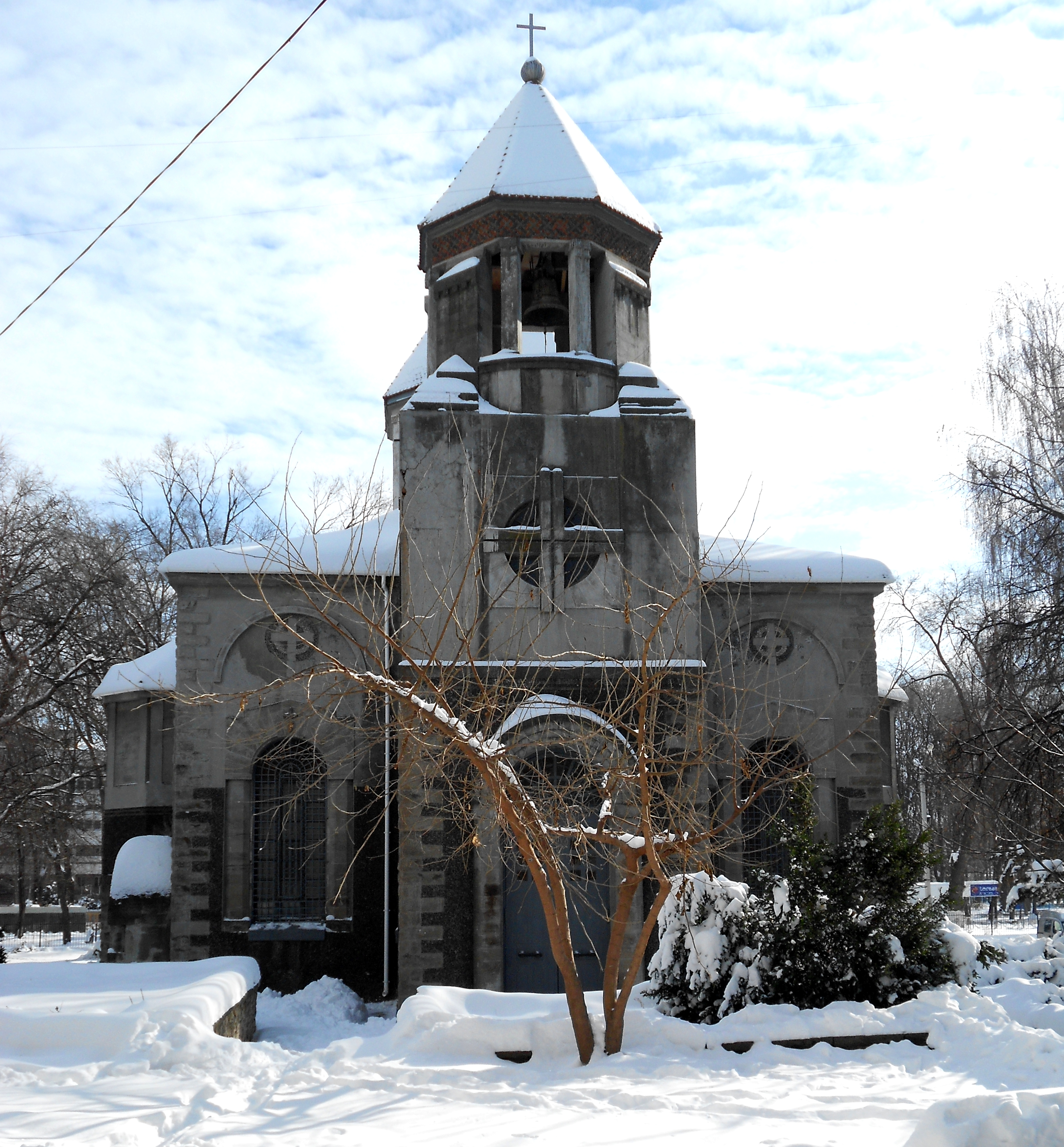
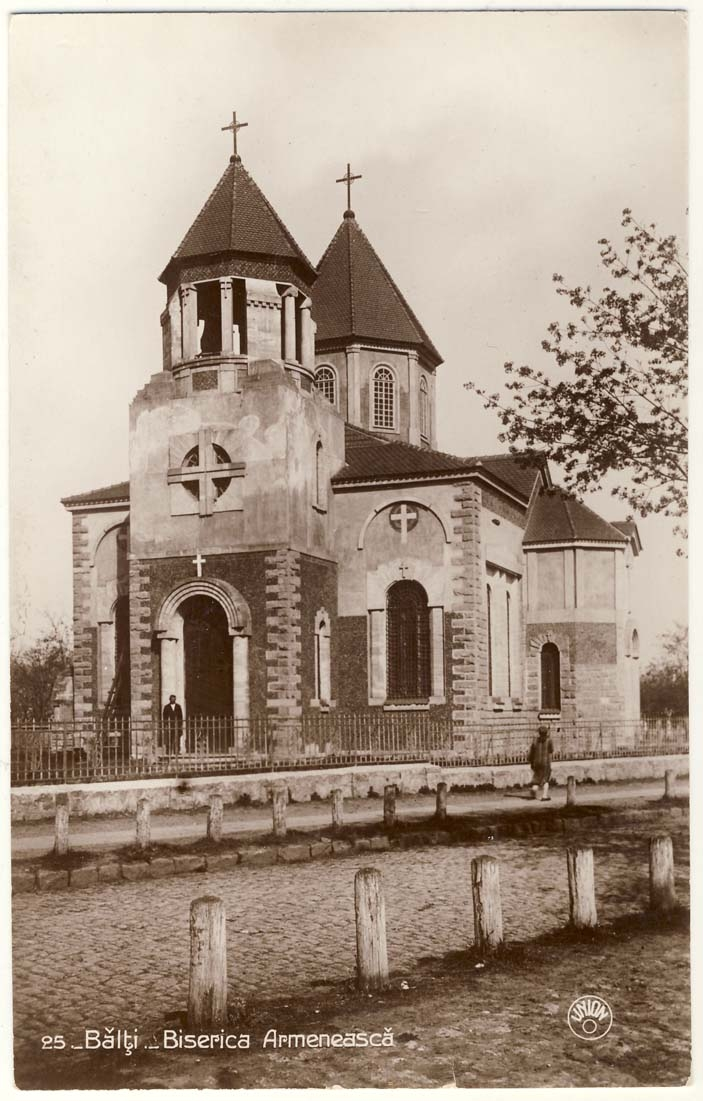
Imagine din perioada interbelică
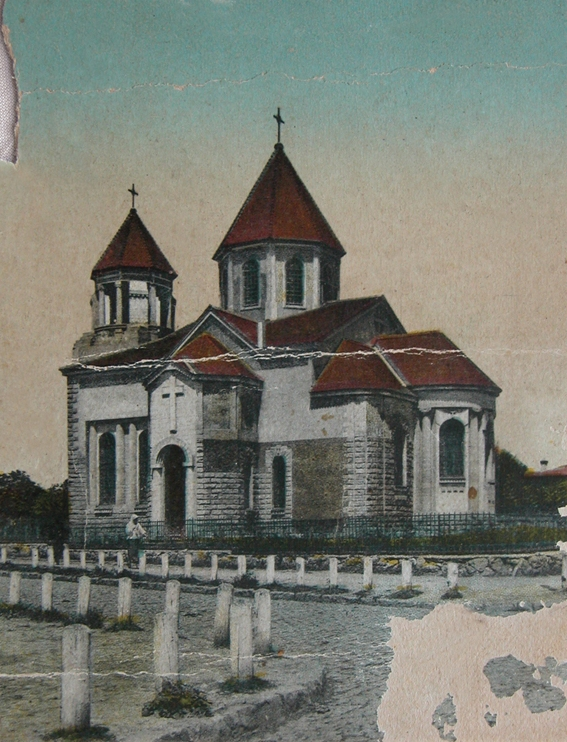
Imagine de epocă